# Gulgofjorden
Gulgofjorden (også kaldt Trollfjorden, nordsamisk Vuođavuotna) er en fjordarm af Tanafjorden i Berlevåg kommune i Troms og Finnmark fylke i Norge. Fjorden har indløb mellem Skjerberget i nord og Gulgoneset i syd og går 4 kilometer mod øst til den fraflyttede bygd Gulgofjorden i bunden af fjorden, hvor Trollfjordelven løber ud.
Der går vej på begge sider af den indre halvdel af fjorden, men den har ikke forbindelse til resten af kommunen.